# Okcitánie
Okcitánie (okcitánsky Occitània) je historická oblast v jižní Evropě, kde byla v historii (před sjednocením Francie, tj. „severní Francie“, Okcitánie a dalších, menších historických oblastí) hlavním používaným jazykem okcitánština. Občas se stále používá, většinou jako druhý jazyk. Tato kulturní oblast zhruba zahrnuje jižní třetinu Francie, část Španělska (údolí Aran), Monaka a menší části Itálie (Valli occitane). Okcitánie byla od středověku uznávána jako jazykový a kulturní koncept, ale nikdy nebyla právním ani politickým subjektem pod tímto názvem. Území bylo v římských dobách sjednoceno jako Sedm provincií (latinsky: Septem Provinciæ). V raném středověku zde byly Aquitanica nebo vizigótské království v Toulouse nebo území Ludvíka Pobožného po divisio regnorum v roce 806 v Thionville).
V současné době je přibližně 200 000–800 000 obyvatel ze 16 milionů žijících v této oblasti buď rodilými nebo zdatnými mluvčími okcitánštiny, ačkoli se v této oblasti běžně mluví francouzsky, katalánsky, španělsky a italsky. Od roku 2006 je okcitánština úředním jazykem Katalánska, které zahrnuje údolí Aran, kde okcitánština získala oficiální status v roce 1990.

## Geografie

Okcitánie sahá svou plochou hned do čtyř samostatných států, a to do: Francie (naprostá většina území), Itálie, Španělska a Monaka.